# الملاك الأبيض (فلم)
الملاك الأبيض هو فيلم مصري إنتاج 1946، إخراج إبراهيم عمارة وبطولة سراج منير ومحمود المليجي وفاتن حمامة.

## فريق العمل
إخراج: إبراهيم عمارة
بطولة:
- سراج منير
- محمود المليجي
- فاتن حمامة
- ميمي شكيب
- علوية جميل
- حسين رياض